# North Manly
North Manly é um subúrbio do norte de Sydney, no estado da Nova Gales do Sul, na Austrália, situado a 17 quilômetros a nordeste do distrito empresarial central de Sydney, na área do governo local do Conselho de Northern Beaches. North Manly faz parte da região Northern Beaches. Em 2011, sua população era de 2 736 habitantes.